# Parahormius laevis
Parahormius laevis är en stekelart som beskrevs av Granger 1949. Parahormius laevis ingår i släktet Parahormius och familjen bracksteklar. Inga underarter finns listade i Catalogue of Life.